# 危険!
『危険!』（きけん、英: Danger!）は、ストランド・マガジン誌1914年7月号に掲載されたサー・アーサー・コナン・ドイルによる短編小説。架空のヨーロッパの小国ノーランド（Norland）とイギリスの戦争を描写した架空戦記小説。

## あらすじ
物語は架空の国家「ノーランド」（Norland）のジョン・シリアス海軍大佐によって語られる。ノーランドは食料や資源を輸入に大きく依存しているという点でイギリスに似ている。シリアスの視点からノーランドがイギリスと戦争状態に突入した際、如何にしてイギリスに対抗し屈服させるに至ったかが描かれる。
ノーランドの切り札は当時としては革新的な潜水艦を中心とする戦術であった。正規の海軍力ではイギリスに到底敵わないことを自覚していたので、代わりに少数の潜水艦を使ってイギリスの海上輸送路を徹底的に叩く戦略を採用した。特にイギリス本土に食料や物資を運ぶ貨物船を標的として次々に沈めていった。
この潜水艦戦術に対して当初イギリスは、その脅威を過小評価し適切な対応を取れずにいた。結果としてイギリス国内では深刻な食料不足が発生し、市民の間に混乱と飢餓が広がっていった。軍事的な勝利ではなく経済と生活基盤を揺さぶることにより、ノーランドはイギリスを和議の場に引きずり出し降伏させることに成功した。

## 予見性
この短編が発表されたのは1914年7月、第一次世界大戦の勃発直前であり、ドイルは警鐘を鳴らすために書いたという。ドイツ軍の潜水艦Uボートによる脅威は、正にドイルが予言した通りになった。本作は架空未来戦記SFの先駆けという事ができる。
ドイルはこの小説を通して制海権を失えばイギリスは簡単に飢える、という国家的弱点を浮き彫りにしている。ドイルは英仏を結ぶ海峡トンネルの熱心な提唱者であったが、彼の危惧は笑殺された。3年後、ドイツの海軍大臣はコナン・ドイルこそ、現代の経済戦争の形態を見通していた唯一の予言者であると語った。
またメディアや政府の敵国の潜水艦の脅威に対する認識不足への皮肉が込められている。事実、校正刷りを読んだ当時の「軍事専門家」たちは文明国が無防備な商船を攻撃するなど有り得ない、などと異口同音に冷笑した。

## 日本語訳
- 『ドイル全集 第4巻(世界文學大全集)』大木惇夫訳、「危險!」として収録、改造社 1932年 全国書誌番号:47032732
  - 『コナン・ドイル全集 第4巻』大木惇夫訳、本の友社 2006年 全国書誌番号:20998369 (改造社版の改題復刻)
- 『ドイル傑作選 2 (ホラー・SF篇)』北原尚彦、西崎憲編、駒月雅子訳、翔泳社 2000年 ISBN 978-4-881-35739-2
- 『ラッフルズ・ホーの奇蹟 (創元推理文庫 ドイル傑作集 5)』北原尚彦、西崎憲編、駒月雅子訳、東京創元社 2011年 ISBN 978-4-488-10114-5